# Martin Sundstrøm
Martin Sundstrøm (født 1975 i København) er en dansk forfatter, journalist og instruktør. Han er M.Sc. i neuropsykologi fra University of Bristol og M.Sc. i fysik fra Københavns Universitet, tidligere leder af IBM's nordiske patentudvikling og siden 2007 tilknyttet Danmarks Radio og TV2 som producent, redaktør og tilrettelægger. 
Han modtog i 2021 Niels Ebbesen Medaljen for sin formidling af besættelsen med dokudrama-serien "Min fars krig", dokumentarfilmen Angrebet på Shellhuset til DR, samt en biografi om forfatteren og krigspiloten Jens Gielstrup.
Han har vundet flere TV-priser, og en Zulu Award i 2014 som tilrettelægger på underholdnings- og faktaserien Fuckr med dn hjrne, som blev kåret til "Årets Originale TV-program", samt en TV-pris for "Årets nyskabelse - underholdning" for samme program. I 2015 modtog han to gulddelfiner som instruktør af et afsnit i DRK-serien Store danske videnskabsfolk på Cannes TV Awards.
I 2019 var han producent og idemand bag klimaindsamlingen Danmark planter træer på TV2, som rejste midler til at plante 1 million nye træer i Danmark i 48 nye skove, som blev færdigplantet i april 2022. Indsamlingen regnes for at være verdens første indsamling til fordel for klimaet. 
I anledning af H.M. Dronningens 50 års jubilæum som regent i januar 2022, stod han bag dokumentarserien Et liv som dronning i 4 afsnit til TV 2, som blev optaget med Dronningen på Amalienborg, Fredensborg Slot, Kongeskibet Dannebrog og Marselisborg Slot. Efterfølgende har han været kongelig kommentator for TV 2. 

## Dokumentarfilm
- Flugtkongen. Instruktion, 2018 (DRK). Portræt af gentlemantyven Carl August Lorentzen.
- Danmarks første astronaut. Instruktion, 2015 (DR1). Portræt af astronauten Andreas Mogensen.
- Angrebet på Shellhuset. Instruktion med Simon Bang, 2013 (DRK).
- Dying in Dixieland. Instruktion, 2009 (DR2).
- Hvem er din mor, Alfons Åberg? Instruktion, 2006 (NRK). Portræt af tegneren Gunilla Bergström.

## TV-serier og events
- Bispebjergs hemmelighed, 2025 (TV2).
- Et liv som dronning, 2021 (TV2).
- Min fars krig, 2020 (DR1).
- Danmark planter træer, 2019 (TV2).
- Øgendahl og de store forfattere, 2018 (DR1).
- Historien om Danmark, 2017 (DR1).
- Videnskabsmagasinet, 2015 (DR3).
- Store danske videnskabsfolk, 2015 (DRK).
- Fuckr med dn hjrne, 2013 (DR3).
- Hjernevask, 2013 (DR2/DR3).
- Kærlighedens laboratorium, 2012 (DR2).
- Viden om (DR2/DR1).